# Jacques Amyot

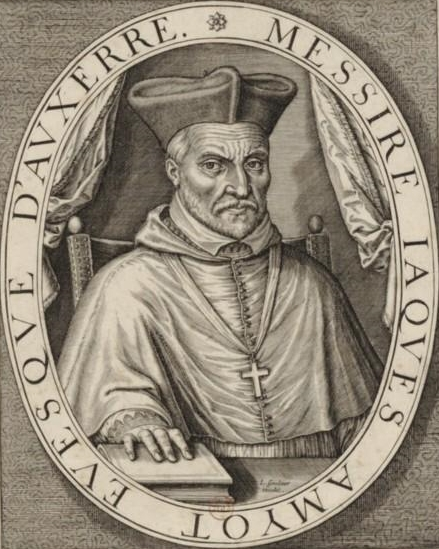
Jacques Amyot

Jacques Amyot (Melun, 30 oktober, 1513 - Auxerre, 6 februari 1593) was bisschop van Auxerre en een van de belangrijkste vertalers naar het Frans van antieke teksten van Griekse en Latijnse schrijvers.

## Levensloop
Dat zijn ouders arm waren, belette Amyot niet om naar Parijs te trekken en er leerling te worden in het Collège de Navarre. Om zijn studies te betalen stelde hij zich ten dienste van rijke leerlingen.
Hij studeerde verder aan de Universiteit van Parijs en pas negentien geworden promoveerde hij er tot magister artium. Hij ging verder studeren aan de Universiteit van Bourges en promoveerde er tot doctor in de rechten. Hij had tevens grondig Latijn en Grieks aangeleerd en werd in de Griekse school in Bourges eerst begeleider en in 1537 docent.
Door de bemiddeling van Jacques Colin, abt van Saint-Ambroix in Bourges, en kapelaan in dienst van Frans I van Frankrijk, werd hij huisonderwijzer van de koninklijke neven en later ook van de zoons van staatssecretaris Guillaume Bochetel.
Amyot was toen al begonnen met vertalen. De eerste vertaling was het Leven van Demetrius van Plutarchus.
Dit betekende voor hem een aanbeveling bij Margaretha van Valois, die er voor zorgde dat hij hoogleraar Latijn en Grieks werd aan de Universiteit van Bourges. Dit gaf hem, gedurende zijn tien jaar professoraat, de ruimte om aan verdere vertalingen te werken. François I bedankte hem er voor door hem het beneficie toe te kennen van de abdij van Bellozane.
Amyot kreeg toen de gelegenheid om naar Rome te reizen en in de bibliotheek van het Vaticaan de werken van Plutarchus te gaan bestuderen. Hij begon toen aan de vertaling van Plutarchus' Vitae Parallele, de levens van Griekse en Romeinse beroemdheden.
Na zijn terugkeer in Frankrijk werd hij huisleraar voor de zoons van koning François I. De oudste, Karel IX van Frankrijk, benoemde hem in 1561 tot grootaalmoezenier van Frankrijk. De tweede, als Hendrik III van Frankrijk zelf koning geworden, benoemde hem tot commandeur in de Orde van de Heilige Geest.
In 1567 werd hij hoofd van de koninklijke bibliotheek, die hij van Fontainebleau naar Parijs deed verhuizen.

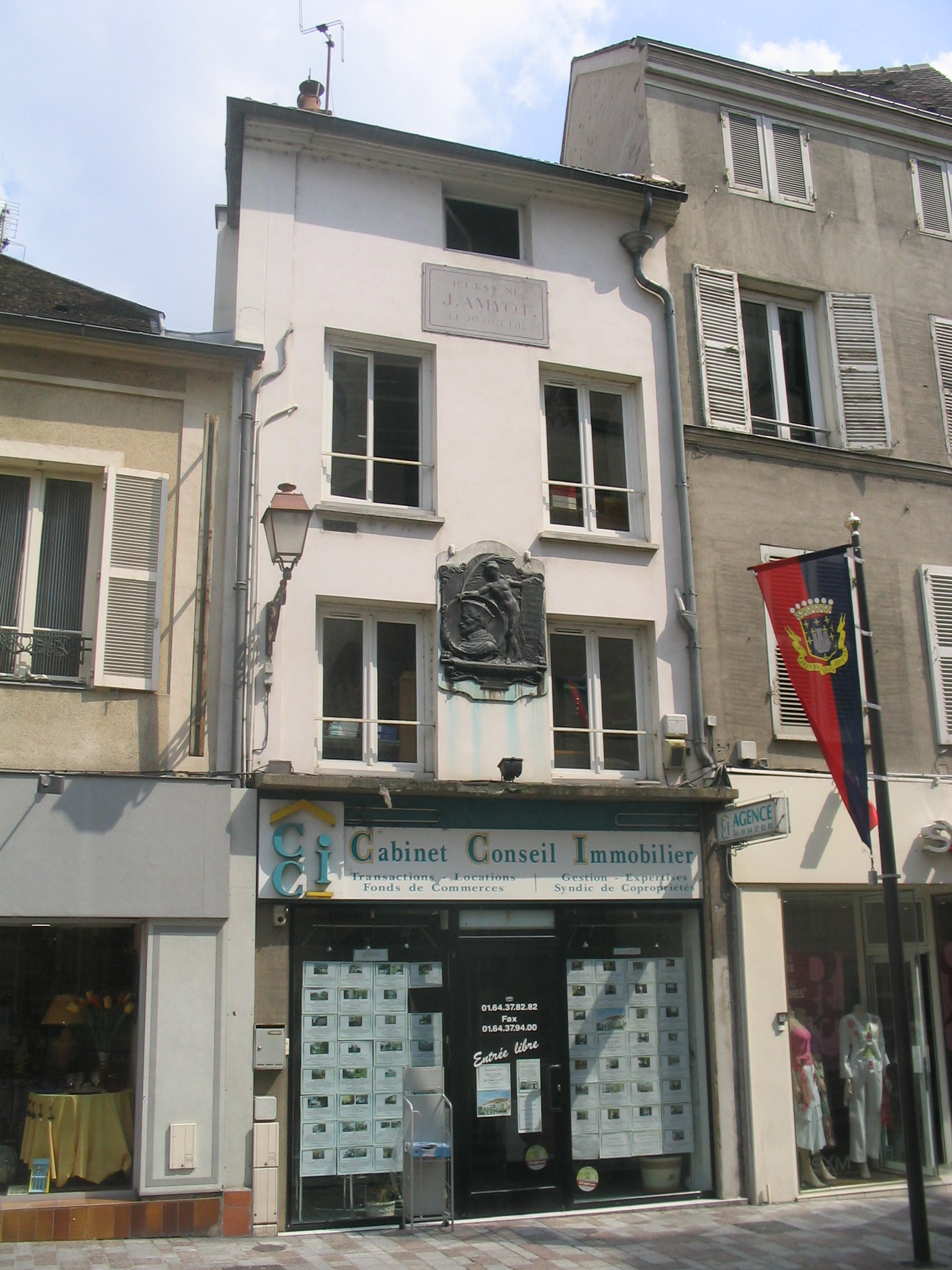
Geboortehuis van Jacques Amyot in Melun

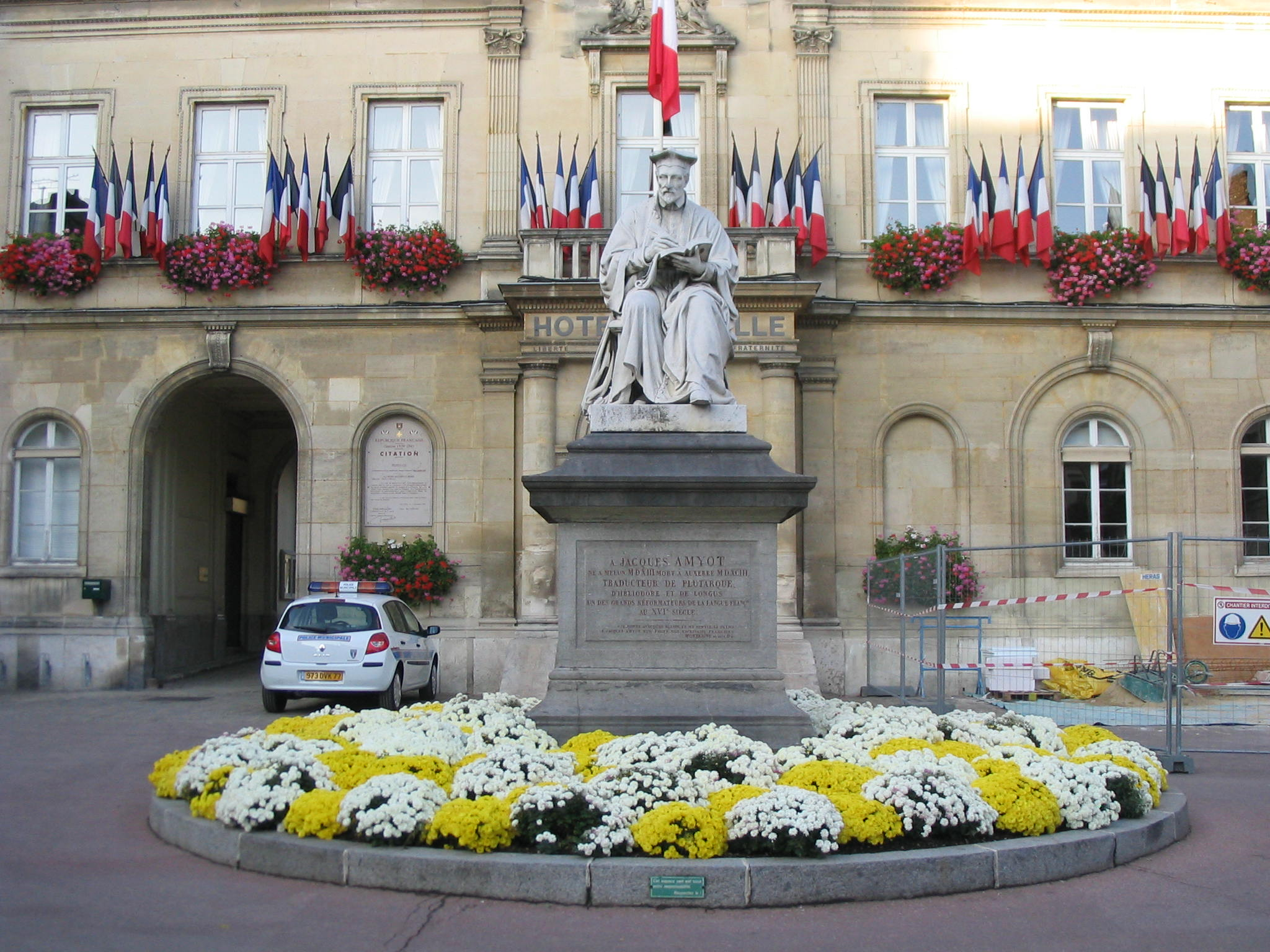
Standbeeld van Amyot voor het stadhuis van Melun

In 1570 werd hij door paus Pius V benoemd tot bisschop van Auxerre. Zonder aan zijn functies aan het hof van de koningen Charles IX en Henri III te verzaken, zette Amyot zich in voor het verlenen van hulp aan de noodlijdenden in zijn bisdom. Uiteindelijk ging hij in Auxerre resideren. Hij bekommerde er zich om de aanpassing van zijn kathedraal aan de nieuwe regels die werden uitgevaardigd door het Concilie van Trente en door de contrareformatie.
In 1579 stelde hij een reglement op voor het Hôtel-Dieu van Auxerre. In 1580 gaf hij een nieuwe brevier uit met leesbare Romeinse karakters. In 1584 stichtte hij een jezuïetencollege in zijn bisschopsstad. Hij resideerde in 1588 in Blois, op de dag dat in die stad Hendrik I van Guise vermoord werd en kardinaal Louis van Lotharingen (1555-1588) terechtgesteld werd, beide daden die door koning Hendrik III bevolen werden.
Samen met andere prelaten werd hij geëxcommuniceerd door de Universiteit van Parijs omdat hij op Nieuwjaar 1589 de Mis had bijgewoond samen met Henri III. Van toen af werd het leven voor hem moeilijk. In Auxerre moest hij het hoofd bieden aan de ongehoorzaamheid en de revoltes van zijn clerus. De excommunicatie achtervolgde hem, ook al was hem door de paus absolutie verleend.

## Vertaler
Ondanks zijn activiteiten in dienst van kerk en koning, bleef Amyot vertalen.
Na de vertaling van zeven werken van Diodorus van Sicilië (1554) en Daphnis en Chloë van Longus (1559) begon hij aan de werken van Plutarchus, eerst zijn Etica of Moralia (1572) en vervolgens de Levens van beroemde mannen. Zijn Franse vertaling van dit tweede werd vervolgens in het Engels vertaald door Thomas North en bezorgde aan Shakespeare de materie voor zijn Romeinse drama's.
Amyot interesseerde zich voornamelijk aan Plutarchus. Hij vertaalde de teksten met grote zorg en in een herkenbare stijl. Zijn werk kreeg een klinkend succes en oefende grote invloed uit op verschillende generaties Franse schrijvers, te beginnen met Montaigne.

## Vertalingen
- Het leven van Demetrius, door Plutarchus, vertaling, 1542.
- De Griekse roman Etiopisch verhaal, Théagène en Chariclée door Heliodorus van Emessa.
- Zeven werken van Diodorus van Sicilië (niet gepubliceerd)
- De Etische werken van Plutarchus (1572).
- De levens van beroemde mannen (1559, 1565,1567).

Al de werken van Jacques Amyot werden in 25 volumes uitgegeven in Parijs bij Didot, 1818-1821.

## Eerbetoon
Naar Amyot werden genoemd:
- de Rue Amyot in Parijs, (in 1867);
- een College en een Lyceum in Melun;
- de place Jacques Amyot in Melun;
- het Lyceum Jacques-Amyot in Auxerre;
- de Rue Jacques Amyot in Le Mans;
- de Rue Jacques Amyot in Guignes (Seine-et-Marne);
- de Rue Jacques Amyot in Bourges.

- Het standbeeld van Amyot staat opgesteld bij de standbeelden van vermaarde personen in het Louvre.
- Ook voor het stadhuis van Melun staat een standbeeld van Jacques Amyot.
- Een bronzen gedenkplaat werd in 1905 geplaatst tegen de gevel van zijn geboortehuis, 46 Rue Saint Aspaisin Melun.